# Quiéreme tal como soy
Quiéreme tal como soy è il diciottesimo album in studio della cantante e attrice messicana Lucero, pubblicato nel 2006.

## Tracce
Testi e musiche di Rafael Pérez Botija, eccetto dove indicato.
1. Veleta – 3:46
2. La gata bajo la lluvia – 3:24
3. Quiéreme tal como soy – 3:27
4. O tú o nada – 3:29
5. La única que te entiende – 3:25
6. Ya no – 3:30
7. Jamás te dejaré – 3:08
8. Tú eres mi refugio – 3:45 (Claudio Bermúdez)
9. Electricidad – 4:25
10. Qué pasará mañana – 3:10
11. Y qué – 3:10
12. Sobreviviré – 3:14